# Шелькув (гмина)
Шелькув (пол. Szelków) — сельская гмина (волость) в Польше, входит как административная единица в Макувский повет, Мазовецкое воеводство. Население — 3697 человек (на 2004 год).

## Демография
| Перепись                       | Всего   | Всего | Женщины | Женщины | Мужчины | Мужчины |
| ------------------------------ | ------- | ----- | ------- | ------- | ------- | ------- |
| Единицы                        | человек | %     | человек | %       | человек | %       |
| Население                      | 3697    | 100   | 1847    | 50      | 1850    | 50      |
| Плотность населения (чел./км²) | 32,7    | 32,7  | 16,4    | 16,4    | 16,4    | 16,4    |

## Поселения
1. Базар
2. Хшаново
3. Хылины
4. Хылины-Лесьне
5. Хылины-Наджечне
6. Цепелево
7. Данилово
8. Дзержаново
9. Глудки
10. Гжанка
11. Каптуры
12. Ляски
13. Магнушев
14. Магнушев-Дужы
15. Магнушев-Малы
16. Маковица
17. Марки
18. Новы-Страхоцин
19. Новы-Шелькув
20. Ожиц
21. Ожиц-Колёня
22. Помаски-Мале
23. Помаски-Вельке
24. Пшерадово
25. Ростки
26. Смроцк-Двур
27. Смроцк-Колёня
28. Стары-Страхоцин
29. Стары-Шелькув
30. Шелькув
31. Выгода
32. Закличево

## Соседние гмины
1. Гмина Червонка
2. Гмина Карнево
3. Макув-Мазовецки
4. Гмина Обрыте
5. Гмина Пултуск
6. Гмина Жевне